# لرون
لرون هي قرية في مقاطعة نمين، إيران. عدد سكان هذه القرية هو 127 في سنة 2006.